# Réserve écologique de la Presqu'île-Robillard
La réserve écologique de la Presqu'île-Robillard est une réserve écologique du Québec située à l'extrémité ouest du lac des Deux-Montagnes, sur une flèche deltaïque de la rivière du Nord.  Cette réserve vise la protection de terres inondables et de milieux riverains du lac des Deux-Montagnes.  La réserve vise la protection de 12 plantes vasculaires, donc 9 figurent sur la liste des espèces susceptibles d'être menacées ou vulnérables et 6 sont jugées prioritaires pour le couloir du Saint-Laurent.